# Gran Premio motociclistico delle Americhe 2021
Il Gran Premio motociclistico delle Americhe 2021 è stato la quindicesima prova su diciotto del motomondiale 2021. Le vittorie nelle tre classi sono andate a: Marc Márquez in MotoGP, Raúl Fernández in Moto2 e Izan Guevara in Moto3. Per Guevara si tratta della prima vittoria nel contesto del motomondiale.

## MotoGP

### Arrivati al traguardo
| Pos. | Nº | Pilota            | Squadra                     | Motocicletta       | Giri | Tempo     | Griglia | Punti |
| ---- | -- | ----------------- | --------------------------- | ------------------ | ---- | --------- | ------- | ----- |
| 1º   | 93 | Marc Márquez      | Repsol Honda                | Honda RC213V       | 20   | 41'41.435 | 3°      | 25    |
| 2º   | 20 | Fabio Quartararo  | Monster Energy Yamaha       | Yamaha YZR-M1      | 20   | +4.679    | 2°      | 20    |
| 3º   | 63 | Francesco Bagnaia | Ducati Lenovo               | Ducati Desmosedici | 20   | +8.547    | 1°      | 16    |
| 4º   | 42 | Álex Rins         | Suzuki Ecstar               | Suzuki GSX-RR      | 20   | +11.098   | 7°      | 13    |
| 5º   | 89 | Jorge Martín      | Pramac Racing               | Ducati Desmosedici | 20   | +11.752   | 4°      | 11    |
| 6º   | 23 | Enea Bastianini   | Avintia Esponsorama         | Ducati Desmosedici | 20   | +13.269   | 16°     | 10    |
| 7º   | 43 | Jack Miller       | Ducati Lenovo               | Ducati Desmosedici | 20   | +14.722   | 10°     | 9     |
| 8º   | 36 | Joan Mir          | Suzuki Ecstar               | Suzuki GSX-RR      | 20   | +13.406   | 8°      | 8     |
| 9º   | 33 | Brad Binder       | Red Bull KTM Factory Racing | KTM RC16           | 20   | +15.832   | 11°     | 7     |
| 10º  | 44 | Pol Espargaró     | Repsol Honda                | Honda RC213V       | 20   | +20.265   | 12°     | 6     |
| 11º  | 88 | Miguel Oliveira   | Red Bull KTM Factory Racing | KTM RC16           | 20   | +23.055   | 18°     | 5     |
| 12º  | 73 | Álex Márquez      | LCR Honda Castrol           | Honda RC213V       | 20   | +24.743   | 15°     | 4     |
| 13º  | 4  | Andrea Dovizioso  | Petronas Yamaha SRT         | Yamaha YZR-M1      | 20   | +25.307   | 14°     | 3     |
| 14º  | 10 | Luca Marini       | SKY VR46 Avintia            | Ducati Desmosedici | 20   | +26.853   | 9°      | 2     |
| 15º  | 46 | Valentino Rossi   | Petronas Yamaha SRT         | Yamaha YZR-M1      | 20   | +28.055   | 20°     | 1     |
| 16º  | 27 | Iker Lecuona      | Tech 3 KTM Factory Racing   | KTM RC16           | 20   | +30.989   | 17°     |       |
| 17º  | 30 | Takaaki Nakagami  | LCR Honda Idemitsu          | Honda RC213V       | 20   | +35.251   | 5°      |       |
| 18º  | 9  | Danilo Petrucci   | Tech 3 KTM Factory Racing   | KTM RC16           | 20   | +42.239   | 21°     |       |
| 19º  | 21 | Franco Morbidelli | Monster Energy Yamaha       | Yamaha YZR-M1      | 20   | +49.854   | 13°     |       |

### Ritirati
| Nº | Pilota          | Squadra                     | Motocicletta       | Giri | Griglia |
| -- | --------------- | --------------------------- | ------------------ | ---- | ------- |
| 41 | Aleix Espargaró | Aprilia Racing Team Gresini | Aprilia RS-GP      | 8    | 19°     |
| 5  | Johann Zarco    | Pramac Racing               | Ducati Desmosedici | 5    | 6°      |

## Moto2

### Arrivati al traguardo
| Pos. | Nº | Pilota                | Squadra                  | Motocicletta | Giri | Tempo     | Griglia | Punti |
| ---- | -- | --------------------- | ------------------------ | ------------ | ---- | --------- | ------- | ----- |
| 1º   | 25 | Raúl Fernández        | Red Bull KTM Ajo         | Kalex        | 18   | 39'10.521 |         | 25    |
| 2º   | 21 | Fabio Di Giannantonio | Federal Oil Gresini      | Kalex        | 18   | +1.734    |         | 20    |
| 3º   | 72 | Marco Bezzecchi       | SKY Racing Team VR46     | Kalex        | 18   | +3.100    |         | 16    |
| 4º   | 37 | Augusto Fernández     | Elf Marc VDS Racing      | Kalex        | 18   | +4.061    |         | 13    |
| 5º   | 6  | Cameron Beaubier      | American Racing          | Kalex        | 18   | +5.381    |         | 11    |
| 6º   | 14 | Tony Arbolino         | Liqui Moly Intact GP     | Kalex        | 18   | +7.577    |         | 10    |
| 7º   | 79 | Ai Ogura              | Idemitsu Honda Team Asia | Kalex        | 18   | +11.087   |         | 9     |
| 8º   | 97 | Xavi Vierge           | Petronas Sprinta Racing  | Kalex        | 18   | +14.949   |         | 8     |
| 9º   | 42 | Marcos Ramírez        | American Racing          | Kalex        | 18   | +16.051   |         | 7     |
| 10º  | 96 | Jake Dixon            | Petronas Sprinta Racing  | Kalex        | 18   | +18.278   |         | 6     |
| 11º  | 44 | Arón Canet            | Inde Aspar               | Boscoscuro   | 18   | +20.679   |         | 5     |
| 12º  | 9  | Jorge Navarro         | MB Conveyors Speed Up    | Boscoscuro   | 18   | +22.738   |         | 4     |
| 13º  | 24 | Simone Corsi          | MV Agusta Forward Racing | MV Agusta F2 | 18   | +22.913   |         | 3     |
| 14º  | 35 | Somkiat Chantra       | Idemitsu Honda Team Asia | Kalex        | 18   | +23.247   |         | 2     |
| 15º  | 64 | Bo Bendsneyder        | Pertamina Mandalika SAG  | Kalex        | 18   | +23.108   |         | 1     |
| 16º  | 45 | Tetsuta Nagashima     | Italtrans Racing         | Kalex        | 18   | +27.006   |         |       |
| 17º  | 70 | Barry Baltus          | NTS RW Racing GP         | NTS          | 18   | +28.086   |         |       |
| 18º  | 16 | Joe Roberts           | Italtrans Racing         | Kalex        | 18   | +32.719   |         |       |
| 19º  | 62 | Stefano Manzi         | Flexbox HP40             | Kalex        | 18   | +37.542   |         |       |
| 20º  | 55 | Hafizh Syahrin        | NTS RW Racing GP         | NTS          | 18   | +39.658   |         |       |
| 21º  | 54 | Fermín Aldeguer       | MB Conveyors Speed Up    | Boscoscuro   | 18   | +40.685   |         |       |
| 22º  | 7  | Lorenzo Baldassarri   | MV Agusta Forward Racing | MV Agusta F2 | 18   | +47.168   |         |       |

### Ritirati
| Nº | Pilota           | Squadra                 | Motocicletta | Giri | Griglia |
| -- | ---------------- | ----------------------- | ------------ | ---- | ------- |
| 13 | Celestino Vietti | SKY Racing Team VR46    | Kalex        | 14   |         |
| 23 | Marcel Schrötter | Liqui Moly Intact GP    | Kalex        | 13   |         |
| 75 | Albert Arenas    | Inde Aspar              | Boscoscuro   | 11   |         |
| 40 | Héctor Garzó     | Flexbox HP40            | Kalex        | 10   |         |
| 22 | Sam Lowes        | Elf Marc VDS Racing     | Kalex        | 9    |         |
| 87 | Remy Gardner     | Red Bull KTM Ajo        | Kalex        | 5    |         |
| 12 | Thomas Lüthi     | Pertamina Mandalika SAG | Kalex        | 2    |         |

## Moto3
La gara, programmata sulla distanza di 17 giri, è stata interrotta dalle bandiere rosse dopo 7 giri a causa di un incidente che ha coinvolto Filip Salač. La gara è stata successivamente fatta ripartire sulla distanza di 5 giri, ma è stata nuovamente sospesa con bandiera rossa a causa di un incidente che ha coinvolto più piloti. La gara non è stata fatta ripartire, i risultati finali sono stati determinati dalla prima parte e sono stati assegnati punti pieni.

### Arrivati al traguardo
| Pos. | Nº | Pilota             | Squadra                     | Motocicletta  | Giri | Tempo     | Griglia | Punti |
| ---- | -- | ------------------ | --------------------------- | ------------- | ---- | --------- | ------- | ----- |
| 1º   | 28 | Izan Guevara       | Solunion GasGas Aspar       | GasGas        | 7    | 15'57.747 |         | 25    |
| 2º   | 7  | Dennis Foggia      | Leopard Racing              | Honda NSF250R | 7    | +0.385    |         | 20    |
| 3º   | 17 | John McPhee        | Petronas Sprinta Racing     | Honda NSF250R | 7    | +0.499    |         | 16    |
| 4º   | 5  | Jaume Masiá        | Red Bull KTM Ajo            | KTM RC 250 GP | 7    | +0.706    |         | 13    |
| 5º   | 53 | Deniz Öncü         | Red Bull KTM Tech 3         | KTM RC 250 GP | 7    | +1.266    |         | 11    |
| 6º   | 52 | Jeremy Alcoba      | Indonesian Racing Gresini   | Honda NSF250R | 7    | +1.271    |         | 10    |
| 7º   | 40 | Darryn Binder      | Petronas Sprinta Racing     | Honda NSF250R | 7    | +1.391    |         | 9     |
| 8º   | 37 | Pedro Acosta       | Red Bull KTM Ajo            | KTM RC 250 GP | 7    | +1.543    |         | 8     |
| 9º   | 24 | Tatsuki Suzuki     | SIC58 Squadra Corse         | Honda NSF250R | 7    | +1.820    |         | 7     |
| 10º  | 16 | Andrea Migno       | Rivacold Snipers            | Honda NSF250R | 7    | +2.480    |         | 6     |
| 11º  | 82 | Stefano Nepa       | BOE Owlride                 | KTM RC 250 GP | 7    | +2.683    |         | 5     |
| 12º  | 55 | Romano Fenati      | Sterilgarda Max Racing Team | Husqvarna     | 7    | +3.257    |         | 4     |
| 13º  | 71 | Ayumu Sasaki       | Red Bull KTM Tech 3         | KTM RC 250 GP | 7    | +3.492    |         | 3     |
| 14º  | 43 | Xavier Artigas     | Leopard Racing              | Honda NSF250R | 7    | +3.652    |         | 2     |
| 15º  | 23 | Niccolò Antonelli  | Avintia VR46 Academy        | KTM RC 250 GP | 7    | +6.086    |         | 1     |
| 16º  | 20 | Lorenzo Fellon     | SIC58 Squadra Corse         | Honda NSF250R | 7    | +8.944    |         |       |
| 17º  | 73 | Maximilian Kofler  | CIP Green Power             | KTM RC 250 GP | 7    | +9.529    |         |       |
| 18º  | 99 | Carlos Tatay       | Avintia Esponsorama         | KTM RC 250 GP | 7    | +9.977    |         |       |
| 19º  | 67 | Alberto Surra      | Rivacold Snipers            | Honda NSF250R | 7    | +10.130   |         |       |
| 20º  | 54 | Riccardo Rossi     | BOE Owlride                 | KTM RC 250 GP | 7    | +10.536   |         |       |
| 21º  | 31 | Adrián Fernández   | Sterilgarda Max Racing Team | Husqvarna     | 7    | +14.107   |         |       |
| 22º  | 6  | Ryusei Yamanaka    | CarXpert PrüstelGP          | KTM RC 250 GP | 7    | +14.228   |         |       |
| 23º  | 27 | Kaito Toba         | CIP Green Power             | KTM RC 250 GP | 7    | +14.637   |         |       |
| 24º  | 19 | Andi Farid Izdihar | Honda Team Asia             | Honda NSF250R | 7    | +14.794   |         |       |
| 25º  | 92 | Yuki Kunii         | Honda Team Asia             | Honda NSF250R | 7    | +14.968   |         |       |

### Ritirato
| Nº | Pilota      | Squadra            | Motocicletta  | Giri | Griglia |
| -- | ----------- | ------------------ | ------------- | ---- | ------- |
| 12 | Filip Salač | CarXpert PrüstelGP | KTM RC 250 GP | 6    |         |